# Новороздільська міська територіальна громада
Новороздільська міська територіальна громада — територіальна громада в Україні, у Стрийському районі Львівської області. 
Адміністративний центр — місто Новий Розділ.
Площа громади — 101,9 км². 
Населення — 37 215 мешканців (міське: 30 748, сільське: 6 467, 2020 рік).
12 червня 2020 року Кабінет Міністрів України прийняв 24 розпорядження щодо визначення адміністративних центрів та затвердження територій громад областей. В результаті в країні створено 1469 територіальних громад (станом на 2021 рік).
Шляхом об'єднання міських і селищних рад утворена Новороздільська міська громада.

## Історія громади
До складу громади входять 10 населених пунктів — 1 місто (Новий Розділ), селище міського типу (Розділ) і 8 сіл:
- Берездівці
- Березина
- Горішнє
- Гранки-Кути
- Долішнє
- Підгірці
- Станківці
- Тужанівці

Місто Новий Розділ
Місто Новий Розділ належить до наймолодших міст Львівської області. Засноване у 1953 році у зв'язку з освоєнням великого родовища самородної сірки біля старовинного селища Розділ. Має свій герб та прапор, які затверджено 12 червня 1991 року і внесено у геральдичні каталоги України.
Місто розташоване на лівобережному дністровському схилі на висоті 290 м над рівнем моря, на стику Опілля і Передкарпатського прогину. 
Населення міста залишається порівняно молодим і має стабільну перспективу росту чисельності. На відміну від інших міст, демографічна ситуація у Новому Роздолі позитивна. 
Село Берездівці
Перша згадка про Берездівці датується 1410 роком. 1526 року населений пункт отримав Магдебурзьке право.  
Село Березина
Вперше в документах згадано 7 серпня 1439 року.  
Села Горішнє – Долішнє
Перша письмова згадка про населений пункт «Ляшки Горішні» у цьому місці датована 1439 роком.  
Село Гранки-Кути
Історія села сягає часів X-XII ст.
Села Станківці, Тужанівці, Підгірці
Перша згадка про Станківці походить з XVI ст. Перша згадка про село Тужанівці припадає на 1497 рік. Село Підгірці згадується 2 січня 1447 року в книгах галицького суду. 
Смт. Розділ
Вперше згадане в королівській грамоті Владислава I від 5 червня 1462 року. 1569 року Микола Чернійовський отримав привілей на право заснування міста Розділ «на сирому ґрунті», тобто на необжитому місці, і про це є згадки в акті люстрації королівщин 1570 року. 5 січня 1745 року своїм привілеєм король Август III надав містечку Магдебурзьке право.

## Розташування та транспортне сполучення
Розташування: південно-східна частина Львівської області, Стрийський район. Відстань до м. Львів становить 57 км.  
Транспортне сполучення: громада розташована неподалік автомагістралей європейського значення: Е471 — 15,6 км (від центру громади); Е50 — 13,7 км (від центру громади). Через громаду проходить дорога державного значення Т-14-19 (Миколаїв — Калуш), дорога обласного значення T-14-19 (Розділ — Жирова), дорога обласного значення С140511 (Берездівці — Юшківці).
Залізничне сполучення: На території громади розташована залізнична станція: «Розділ» (промислова), «Дністрянська» (12,1 км), «Бориничі» (10,1 км) та «Ходорів» (17,3 км). 
Найближчі міжнародні аеропорти: аеропорт «Львів» імені Данила Галицького (58,6 км), аеропорт «Івано-Франківськ» (113 км).
Сусідні громади: Новороздільська територіальна громада межує на півночі з Тростянецькою ТГ, на сході з Ходорівською ТГ, на півдні з Жидачівською ТГ, на заході з Розвадівською, на північному-заході з Миколаївською.

## Природа та клімат
Фізико-географічний регіон: громада розташована на лівобережному дністровському схилі, на стику Опілля і Передкарпатського прогину. 
Клімат: помірно-континентальний (перехідний від морського до континентального). Середня річна температура — плюс 7,6 °C, температура липня — плюс 18 °C. Середньорічна кількість опадів за останні 50 років — 683 мм, висота снігового покриву взимку — 10-12 см, його тривалість — 60-80 діб. Вітри переважно західних і південно-західних напрямів, атмосферний тиск — 725-740 мм ртутного стовпчика.
Водні ресурси: р. Дністер, р. Колодниця, р. Барвінка, р. Вишнівка, о. Барвінок, о. Набережна, група промислових озер, ставки, відстійники, біоставки.
Ґрунти: опідзолені, дернові опідзолені, лучні та чорноземно-лучні.
Природні копалини: залишки покладів сірки, мергелиста глина, суглинки, вапняк, торф.

## Освіта

#### Загальна середня освіта
Мережа закладів середньої освіти. У громаді функціонує 10 шкіл, з них 7 І-ІІІ ступенів та 3 І-ІІ ступенів. Половина шкіл розташована у м. Новий Розділ. 
У громаді навчаються 3472 дітей шкільного віку. Кількість учнів у школах громади зменшується. Якщо у 2018 р. у школах м. Новий Розділ навчалось 2816 учнів, то у 2021 р. — 2787 учня.
Середня кількість учнів у класі: 21,3. У школах м. Новий Розділ — 24,6, в інших школах громади — 13,7. Середня вартість утримання одного учня — 38 082,3 грн.
Середня кількість учнів, які припадають на одного педагога: 9,1. У школах м. Новий Розділ — 10,1, в інших школах громади — 6,4.
За прогнозами до 2027 р. к-сть учнів 1-5 та 10 класів у громаді зросте на 85 осіб (у порівнянні з 2021 р.).
Перелік закладів середньої освіти у громаді
| Назва навчального закладу                                           | К-сть учнів | К-сть класів | К-сть педагогів | Проєктна спроможність | Вартість утримання одного учня |
| ------------------------------------------------------------------- | ----------- | ------------ | --------------- | --------------------- | ------------------------------ |
| Березинська загальноосвітня школа І-ІІІ ст. ім. А. Марунчака        | 195         | 11           | 24              | 244                   | 30689                          |
| Горішненська загальноосвітня школа І-ІІ ст.                         | 49          | 7            | 15              | 132                   | 65030                          |
| Гранки-Кутівська загальноосвітня школа І-ІІ ст.                     | 69          | 9            | 16              | 144                   | 57508                          |
| Роздільська загальноосвітня школа І-ІІІ ст.                         | 299         | 15           | 32              | 636                   | 30686                          |
| Тужанівська загальноосвітня школа І-ІІ ст.                          | 73          | 8            | 20              | 192                   | 60078                          |
| Новороздільська загальноосвітня школа І-ІІІ ст. № 5                 | 809         | 30           | 70              | 1568                  | 23317                          |
| Новороздільська спеціалізована школа І-ІІІ ст. № 4                  | 616         | 25           | 68              | 1320                  | 27994                          |
| Новороздільська загальноосвітня школа І-ІІІ ст. № 3 ім. А. Гергерта | 524         | 20           | 45              | 690                   | 24728                          |
| Новороздільська загальноосвітня школа І-ІІІ ст. № 2                 | 370         | 17           | 38              | 594                   | 27672                          |
| Новороздільський навчально-виховний комплекс імені Володимира Труша | 468         | 21           | 53              | 880                   | 33121                          |
| Разом                                                               | 3472        | 163          | 381             | 6400                  | 38082.3                        |

#### Дошкільна та позашкільна освіта
Мережа закладів дошкільної освіти. У громаді функціонує 6 ЗДО, з них 4 у м. Новий Розділ. 
Разом у громаді 1591 дітей дошкільного віку (53,61% рівень охоплення дошкільною освітою). Кількість дітей у ЗДО зменшується, однак до 2025 р. знову має відновитись тенденція зростання. 
Середня к-сть дітей у групах ЗДО м. Новий Розділ складає 16, в інших групах ЗДО громади — 22 дітей.
Середня к-сть дітей у ЗДО, які припадають на одного вихователя у м. Новий Розділ становить 10 дітей, в інших ЗДО громади — 14 дітей.
| Назва навчального закладу                                 | К-сть дітей | К-сть груп | К-сть вихователів | Проєктна спроможність |
| Дошкільний навчальний заклад ”Берізка” м. Новий Розділ    | 84          | 7          | 10                | 104                   |
| Дошкільний навчальний заклад ”Голубок” м. Новий Розділ    | 167         | 12         | 19                | 165                   |
| Дошкільний навчальний заклад ”Малятко” м. Новий Розділ    | 207         | 11         | 19                | 175                   |
| Дошкільний навчальний заклад ”Сонечко” м. Новий Розділ    | 173         | 10         | 17                | 186                   |
| Дошкільний навчальний заклад ”Струмок” с. Березина        | 146         | 6          | 10                | 280                   |
| Дошкільний навчальний заклад ”Лісова казка” с. Берездівці | 76          | 4          | 6                 | 75                    |
| Разом                                                     | 853         | 50         | 81                | 985                   |

#### Позашкільна освіта
На території громади працює дві позашкільних установи та одна дитячо-юнацька спортивна школа. 
Новороздільський будинок дитячої та юнацької творчості. Функціонують 23 гуртки, сформовано 52 групи, у яких разом 715 учнів. Напрямки закладу: художньо-естетичний, туристсько-краєзнавчий, екологічно-натуралістичний, оздоровчий, фізкультурно-спортивний, соціально-реабілітаційний, гуманітарний.
Новороздільська дитяча школа мистецтв ім. Олега Рудницького працює з 1965 року. В середньому за рік тут навчається 317 дітей.
Дитячо-юнацька спортивна школа. У школі займаються 344 дитини, які відвідують секції боксу, волейболу, футболу, плавання та настільного тенісу.

## Охорона здоров'я
Мережа закладів охорони здоров’я Новороздільської ТГ представлена КНП «Новороздільська міська лікарня». Це комунальний заклад міста, який надає первинну і вторинну допомогу на території громади.
До складу КНП «Новороздільська лікарня» також входять:
- 2 сільські амбулаторії (разом укладено 3673 декларацій).

- 2 ФАПи.

Річний бюджет КНП ЗОЗ Новороздільської громади за 2021 рік становив 67 229,8 тис. грн. (за 2021 рік).
Первинну медичну допомогу надають 19 лікарів.
Пакети, підписані установою з НЗСУ на 2021 рік: хірургічні послуги; терапія без проведення операцій; амбулаторна допомога; пологи; мобільна паліативна допомога; ведення вагітності в амбулаторних умовах; ведення туберкульозу на первинному рівні; фіброгастроскопія; колоноскопія; стоматологія в амбулаторних умовах; вакцинація від коронавірусу.
Амбулаторну вторинну медичну допомогу надають лікарі на 18 лікарських посадах всіх напрямків, а також — допоміжні служби (лабораторія, рентген, фізіотерапія) та денний стаціонар.
Стаціонарна вторинна медична допомога надається у таких відділеннях: дитяче відділення — 15 ліжок, гінекологія та пологовий — 25, терапія — 50, хірургія — 50, інфекційне відділення — 15, неврологія — 25, реанімація — 6 ліжок.
25 800 — загальна кількість укладених декларацій.
1571 — середнє навантаження на 1 лікаря ЗПСМ.
Приватні медичні заклади на території громади:
- 15 приватних стоматологів;
- 3 УЗД кабінети;
- 4 забірні пункти лабораторій;

Приватний медичний центр «Материнка clinic» з амбулаторним прийомом вузькими спеціалістами та УЗД.

## Культура
Мережа народних домів. На території громади знаходиться 5 народних домів та міський будинок культури «Молодість». 
Залученість молоді. У народних домах та  міському будинку культури створена велика кількість гуртків, із загальною кількістю учасників — 930 осіб.
Заходи та фестивалі. У громаді традиційно проводиться фестиваль-ярмарок «Медове Різдво», конкурс юних піаністів ім. Олега Рудницького у дитячій школі мистецтв, святкування Дня міста, Дня Незалежності. У закладах культури проводиться велика кількість урочистих вечорів та концертів. Орієнтовна кількість відвідувачів в рік становить 62 000.
Бібліотеки. На території громади є комунальний заклад «Публічні бібліотеки Новороздільської міської ради». До його складу входять центральна бібліотека, бібліотека для дітей, бібліотека філія №1 (м. Новий Розділ), бібліотека-філія №2 (сел. Розділ), бібліотека-філія № 3 (с. Берездівці) та 3 пункти нестаціонарного бібліотечного обслуговування (с. Гранки-Кути, с. Долішнє, с. Тужанівці). Орієнтовна кількість відвідувань в рік становить 38 400.
Комунальний заклад «Молодіжний центр» Новороздільської міської ради (с. Березина, вул. Січових Стрільців,105А) розпочав роботу у 2021 році.
В громаді працюють приватні гуртки: танцювальний, театральний, вокальний, мистецький, музичний.

Перелік народних домів розташованих на території громади
| Назва закладу                        | К-сть осіб, на яку розраховано | Загальна площа приміщення, м2 |
| Міський будинок культури «Молодість» | 700                            | 5 075                         |
| Народний дім смт. Розділ             | 156                            | 308                           |
| Народний дім с. Берездівці           | 300                            | 1 000                         |
| Народний дім с. Гранки-Кути          | 130                            | 122,4                         |
| Народний дім с. Тужанівці            | 203                            | 402,5                         |
| Народний дім с. Долішнє              | 100                            | 190                           |
| Разом                                | 1 589                          | 7 097,9                       |

## Спорт
В громаді функціонує Новороздільська ДЮСШ, яка має 5 відділень з Олімпійських видів спорту — настільний теніс, бокс, волейбол (дів.), футбол (хл.), плавання. 
Матеріально-спортивна база ДЮСШ: двоповерхова будівля, площею 843,1 м² (спортивний зал — 10,51 м х 29,75 м і 3,48 м х 27,03 м). Стадіон «Галичина» — 295,1 м² на 7000 місць, спортзал 8,6 м х 17,6 м, штучний майданчик 15 м х 24 м. Футбольні поля — 105 м х 70 м і 90 м х 60 м.
Для проведення навчально-тренувальних занять та змагань ДЮСШ використовує спортивні бази п’яти загально-освітніх шкіл та спортивний зал МБК «Молодість».
В громаді зареєстровані спортивні клуби: спортивний клуб дзюдо «Титан-Спорт», спортивний футбольний клуб «Хімік» , спортивний флорбольний клуб «Скіф», спортивний клуб «Фенікс- Спорт», спортивно-туристичний клуб «Вертикаль», клуб поштово-спортивного любителів голубівництва «Політ», спортивний клуб «Ватра», спортивний клуб «Кліренс», КСК «Фаворит смт. Розділ».
Спортсмени Новороздільської громади щорічно беруть участь в:
- обласних комплексних іграх Львівщини (вік: 18 років та старші);
- змаганнях «Мама, тато, я — спортивна сім’я» (вік: 8-10 років);
- обласних іграх ветеранів спорту (вік: 40 років та старші);

- спортивних іграх серед людей з інвалідністю.

## Туризм і рекреація

#### Палац Жевуських-Лянцкоронських
На території громади розташований Палац Жевуських-Лянцкоронських — пам’ятка архітектури XVIII-ХІХ ст. До палацу примикає парк – пам'ятка садово-паркового мистецтва місцевого значення. Близько 1740 року коштом дідича Міхала Юзефа Жевуського у Роздолі збудували мурований палац, який він назвав Франкопіль на честь своєї другої дружини Францішки з Цетнерів. Фундатор для його оздоблення запросив сницаря Яна «Ґетнера», архітектора Бернарда Меретина, маляра Шимона Яремкевича. Біля палацу створено парк (див. Парк-пам'ятка «Санаторій Розділ»). У пізніші часи палац був перебудований у стилі історизму.
Палац славився колекцією предметів мистецтва, що не поступалася колекції імператора Франца Йосифа. Тут була стара і нова зброя, східні килими і західні гобелени, порцеляна, бібліотека в 20 тис. томів та колекцію фотографій найцінніших витворів мистецтва з найбільш відомих музеїв світу, яка налічувала 120 тис. штук.

#### Дерев'яна церква безсрібників Косми і Дем'яна, с. Долішнє
Перша письмова згадка про церкву у Ляшках датується 1691 р. Теперішня збудована з дерева 1700 року, про що свідчить табличка на стіні храму. Це означає, що вона є однією з найстарших на теренах Миколаївського району. Щоправда є відомості, що дерев'яна церква у Ляшках була збудована у 1780 році, але невідомо чи маються на увазі Ляшки Долішні чи Ляшки Горішні, адже у Горішніх також колись була дерев'яна церква, яка начебто проіснувала до XIX ст.
Церква є справжньою окрасою села, яку можна побачити здалека, адже стоїть вона на горбочку, що з півночі підноситься над селом.
За своїми формами церква у Долішньому тризрубна, безверха, накрита двосхилими дахами, на гребенях яких можна побачити три восьмибічні вежі з маківками. Стіни покриті ґонтом, що додає певного колориту. Вікна невеликі, а у бабинці розміщені у два яруси. Із заходу перед бабинцем прибудований присінок.
З півдня від церкви стоїть мурована дзвіниця з арочним входом на церковне подвір'я, на якому у західній частині стоїть скульптура Пресвятої Богородиці з Дитям 1909 року, а посередині хрест 1904 року. Також на подвір'ї росли багатовікові липи, але їх вже зрізали.
Церква у користуванні громади Української греко-католицької церкви.

#### Дерев'яна церква Введення в Храм Пресвятої Богородиці, с. Станківці
Дерев'яна церква стоїть на підвищенні, біля нового мурованого храму. Місцева чудо-перлина була збудована у 1713 році, мала 3 чотирикутні верхи, вкриті гонтом. Стіни зі смерекових стовбурів, оброблених рубанком, стояли на дубових підвалинах.
Переповідають, що церква знаходилася за Дністром і була монастирською. За іншими переказами ріка Дністер часто виходила з берегів, і люди не мали змоги ходити до монастирської церкви. Тому й вирішили її розібрати, перевезти на інший берег Дністра. Але постало питання: куди перевезти конкретно? Вирішили, що воли, завантажені дубовими балками, самі вкажуть місце.
Де зупиняться, там і буде церква. Воли «вибрали» дуже вдале місце на горбочку. Відразу зацікавила не типовими формами і кольорами. Будівля видовжена і вузька, складається з трьох зрубів, з яких зруб нави має незначні виступи, які накриті окремими стрімкими дахами.
До вівтаря з півдня та півночі прибудовані ризниці, причому ризниця з північної сторони піднята на фундаменті та накрита окремим дахом, а з південної — менша по висоті, має накриття суміщене з піддашшям.
Цей елемент церкви (піддашшя) у цьому випадку проходить у двох рівнях - навколо бабинця піднятий вище, навколо нави і вівтаря — нижче.
Головний вхід у святиню дуже акцентований: біля дверей намальовані великі зображення введення пр. Богородиці у храм і св. Миколая, стіна пофарбована у помаранчевий колір.
Поверхні зовнішніх стін церкви вертикально шальовані дошками, а вище піддашшя — дошками з лиштвами. Будівля накрита трисхилим дахом, гребінь якого завершують дві вежі з маківками (над вівтарем подвійні).
В інтер'єрі - пишний різьблений іконостас, унікальні твори мистецтва, а найбільше впадають в око Царські ворота. На захід від святині розташована дерев'яна двоярусна дзвіниця, накрита пірамідальним дахом. Біля огорожі церковного подвір'я стоять два хрести, між якими - маленька символічна дерев'яна капличка.

#### Костел Воздвиження Чесного Хреста с. Берездівці
Під час візитації костелу 1761 подільський воєвода Михайло Жевуський вирішив звести поряд дерев'яного костелу новий мурований, котрий відповідав би статусу значного центру паломництва. Його син Францішек Жевуський 1769 надав 15.000 злотих на завершення будівництва костелу і зведення плебанії. Декотрі автори вважають за основного фундатора костелу дружину Михайла Жевуського Франциску з Цетнерів, що продовжила фундацію своїх предків. Будівництво переважно завершили до 1769. На час візитації 1774 року ще стояло два костели, причому оздоблення інтер'єру мурованого ще не завершили. У протоколі візитації зазначили, що розпочати богослужіння в ньому можна буде лише після завершення головного вівтаря, виділити кошти на що зголосився канцлер львівської курії Адам Жевуський. Це не завадило 25 серпня 1774 архієпископу Вацлаву Сєраковському освятити костел. Вітарі мали лише муровані менси без навершшя. Остаточно будівництво і оздоблення костелу завершили до 1 листопада 1777. Невикористані матеріали і кошти на 50 золотих 3 гроші передали для будівництва костелу в Ходорові.
Костел отримав форму хреста з доволі короткими раменами трансепту, що вужчі за наву. По осі костелу перед навою розміщено квадратний притвор, за апсидою захристя. У стіні апсиди по осі костелу знаходилась ніша з верхнім освітленням через отвір у склепінні — camera di luce. В інтер'єрі у наріжниках площин нави, трансепту, пресбіптерію розміщено подвійні пілястри, на яких спочиває полегшений антаблемент з потужним проміжним карнизом. Фасад розчленовано розкріпованим антаблементом на два яруси.Нижній пілястри ділять на три площини. Над притвором розміщена балюстрада з кам'яними вазонами. Верхній ярус по ширині відповідає центральному полю нижнього. Він обрамлений пілястрами і посерейого площини розміщено нішу з статуєю святого. По сторонах розміщено вузькі волюти. Увінчує фасад трикутний фронтон. Бічні стіни декоровано впсевдопілястрами. Дахи двосхилі, причому над трансептом нижчі. Над середхрестям встановлена висока сигнатурка.
Інтер'єр вкрито розписами XVIII ст. і 1821/22 років. Ілюзорний живопис імітує навершшя вівтарів, фантазійні малюнки. У костелі були вівтарі головний з образом Христа Розіп'ятого (1774), бічні Матері Божої Вервечкової і Архангела Михаїла. Амвон виконано у формі човна з фігурами свв. Петра і Павла, що закидають сітку. Таке вирішення стало популярним у другій половині XVIII ст., а у Галичині вперше було застосоване в тринітарському костелі св. Миколая у Львові.
Найбільшою загадкою є авторство проєкту костелу. Він за розмірами, плануванням, декором схожий з костелом Всіх Святих у Годовиці, збудованому Бернардом Меретином у 1750-х роках. Через це деякі дослідники відносили його до творчого доробку Меретина, який працював на замовлення Михайла Жевуського. Але Меретин помер 1759 задовго до початку будівництва костелу в Берездівцях. Під час освячення костелу в Буську 1780 було наголошено, що він збудований за зразком костелу в Годовиці, як і костел у Коломиї та ряд інших. Це стало доказом того, що проєкт Меретина використали для декількох храмів. Збігнев Горнунґ вважав за будівничого костелу Петра Полейовського. Але на 1761 рік Полейовський ще числився сницарем львівським і не займався будівництвом. Також заміну хрестових склепінь у Годовиці важкими бочковими з люнетами вважають справою менш досвідченого архітектора за Полейовського. Таким міг бути архітектор Жевуських Флоріан Ріхтер, якого у протоколі візитації 1768 року назвали "ex oppidio Brzozdowce architekta". Він працював у 1753 році у Варшаві з Якубом Фонтаною, котрий був схильний до застосування масивних конструкцій. Розписи костелу є більш важкими, академічними за годовицькі, як і скромний ліпний декор.

#### Монастир та костел кармелітів смт. Розділ
Монастир кармелітів у селищі Розділ на Львівщині був зведений у XVII ст. у бароковому стилі як оборонна споруда на місці першого дерев'яного костелу (1615 р.), який був знищений татарами у 1620 р. Селище Розділ знаходиться на відстані 45км від м. Львова і розкинулося на лівому березі Дністра на автодорозі Миколаїв – Ходорів. Добирання сюди зручне, адже лише менше ніж 10 км непоганої дороги відділяють містечко від магістральної траси Київ-Чоп.
Ще у першій половині XVII ст. представники шляхетського роду Жевуських запросили сюди отців кармелітів і передали ченцям недобудований костел, будівництво якого розпочалося ще у 1616 р. Отці кармеліти закінчили будівництво храму вже у 1648 р., саме тоді і відбулося його освячення. Кошти на спорудження нового мурованого костелу були надані родинами магнатів Жевуських та Чернієвських. У середині XVIII ст. у храмовому інтер'єрі нараховувалося сім вівтарів, саме тоді художник Михайло Адамович намалював тут ікони св. Іоанна та св. Михаїла. Дослідники стверджують, що приблизно чверть століття представники римо-католицької громади у Роздолі не мали своєї святині. Під час освячення до костелу був внесений чудотворний образ Матері Божої Ченстоховської, яка, за народними переказами, була написана євангелістом Лукою у Єрусалимі. Нині ця знаменита ікона зберігається у монастирі, який розташований у польському місті Ченстохові.
Відомо, що у 60-тих роках XVIII ст. ченці з дерев'яних будинків змогли переселитися до мурованих келій новозбудованого у Роздолі монастиря, а вже у 1774 р. монастирський храм був освячений на честь Пресвятої Трійці архієпископом В. Сераковським. У 80-тих роках XVIII ст. при монастирі було засновано шпиталь для важкохворих, так отці забезпечили свою обитель від закриття, яке загрожувало їм з боку тогочасної австрійської влади. У середині XIX ст. коштом графів Лянцкоронських двічі (за деякими джерелами – тричі) у костелі були здійснені ремонтні роботи. 
Після закінчення Другої світової війни кармеліти були змушені виїхати до Польщі разом із частиною свого майна. При радянській владі у обителі розмістили лікарню для розумово відсталих дітей, а храм розділили на дві частини: внизу облаштували лазню і котельню, а вгорі (на другому поверсі) – клуб. Лише з проголошенням незалежності України, на початку 1992 р. верхній поверх костелу повернули віруючим християнам та освятили на честь Матері Божої Святого Скапулярію. Відтоді місцеві римо-католики намагаються повністю повернути собі святиню. Станом на 2016 рік храм відчиняють лише у неділю та свята – під час проведення богослужінь.
Костел та келії монастиря кармелітів у Роздолі до сьогодні зберігся у доброму стані (звісно, за винятком інтер'єрів), частково належить римо-католицькій громаді, славиться своєю давньою історією і належить до пам'яток архітектури України. Крім того, комплекс розміщений на високому пагорбі, містина тут тиха, спокійна. У західному напрямку відкривається гарний краєвид на мальовничі схили широкої долини Дністра, там розміщений великий кіркут, де ще збереглося кількадесят надгробків. А поруч із келіями стоїть споруда старої школи, станом на 2015 рік — покинута, проте повністю ще ціла.

#### Озеро «Барвінок»
У 60-х роках XX століття за наказом тодішньої влади було перекрито греблею річку Барвінок. І на тому місці зробили оздоровчо-відпочинковий комплекс «Каштан» та дитячий табір «Барвінок».
Наразі центр здоров'я «Барвінок» належить церкві «Адвентистів Сьомого Дня» та використовується для відпочинку всіх охочих.
Центр здоров'я та відпочинку «Барвінок» лікувально-освітній заклад з унікальною програмою відновлення та збереження здоров'я. Унікальність програми центру спрямована на відновлення здоров'я завдяки простим змінам в способі життя.
Озеро Барвінок тягнеться в довжину на 2-3 км, а в ширину не перевищує 50 метрів. Пересічна глибина 3-8 метрів, проте місцями є впадини до 9 метрів.
Саме озеро і пляжі підпорядковані місцевому УТМР та єгерю. Є 5 відпочинкових пляжів, 3 з них носять такі назви: новий пляж, старий пляж, та жаб'ячий.
В озері багато риби: карп, щука, судак, окунь, плотва, верховодка та ін. Також водяться раки.
Барвінок оточений з 3-ох сторін лісом.

## Склад ради
Рада складається з 26 депутатів та голови громади. 
1 грудня 2020 року в  відбулася урочиста сесія Новороздільської міської ради 8 скликання.
Новообраний голова Ярина Яценко та депутати урочисто склали присягу та вступили на свої виборні посади.

### Список депутатів Новороздільської міської ради VIII скликання
| Прізвище, ім'я по батькові      | Політична партія                       |
| ------------------------------- | -------------------------------------- |
| Броневич Ігор Михайлович        | Європейська Солідарність               |
| Ванярх Надія Романівна          | Українська Галицька партія             |
| Власюк Віра Миколаївна          | Народний рух України                   |
| Волчанський Володимир Миронович | Європейська Солідарність               |
| Гапатин Марія Ярославівна       | Всеукраїнське об'єднання «Батьківщина» |
| Гірняк Руслан Степанович        | Європейська Солідарність               |
| Засанський Володимир Іванович   | Всеукраїнське об'єднання «Батьківщина» |
| Зінченко Марія Іванівна         | Європейська Солідарність               |
| Коритко Тетяна Василівна        | ВАРТА                                  |
| Кріцак Петро Дмитрович          | Всеукраїнське об'єднання «Батьківщина» |
| Мартиненко Роман Михайлович     | Народний рух України                   |
| Миронюк Інна Валеріївна         | Пропозиція                             |
| Поглод Микола Богданович        | Українська Галицька партія             |
| Рудницький Михайло Васильович   | За майбутнє                            |
| Семерак Олександр Степанович    | Українська Галицька партія             |
| Складановський Ігор Любомирович | Європейська Солідарність               |
| Скоропад Уляна Миронівна        | Всеукраїнське об'єднання «Батьківщина» |
| Степанов Микола Миколайович     | Пропозиція                             |
| Тарнавчик Наталія Василівна     | Всеукраїнське об'єднання «Батьківщина» |
| Триндяк Іванна Романівна        | За майбутнє                            |
| Фартушок Оксана Степанівна      | Пропозиція                             |
| Халак Василь Васильович         | Європейська Солідарність               |
| Царик Оксана Петрівна           | Європейська Солідарність               |
| Цюра Андрій Степанович          | За майбутнє                            |
| Шаран Тарас Павлович            | Народний рух України                   |
| Шиманська Катерина Василівна    | ВАРТА                                  |